# Mammillaria albilanata
Mammillaria albilanata là một loài thực vật có hoa trong họ Cactaceae. Loài này được Backeb. mô tả khoa học đầu tiên năm 1939.

## Hình ảnh

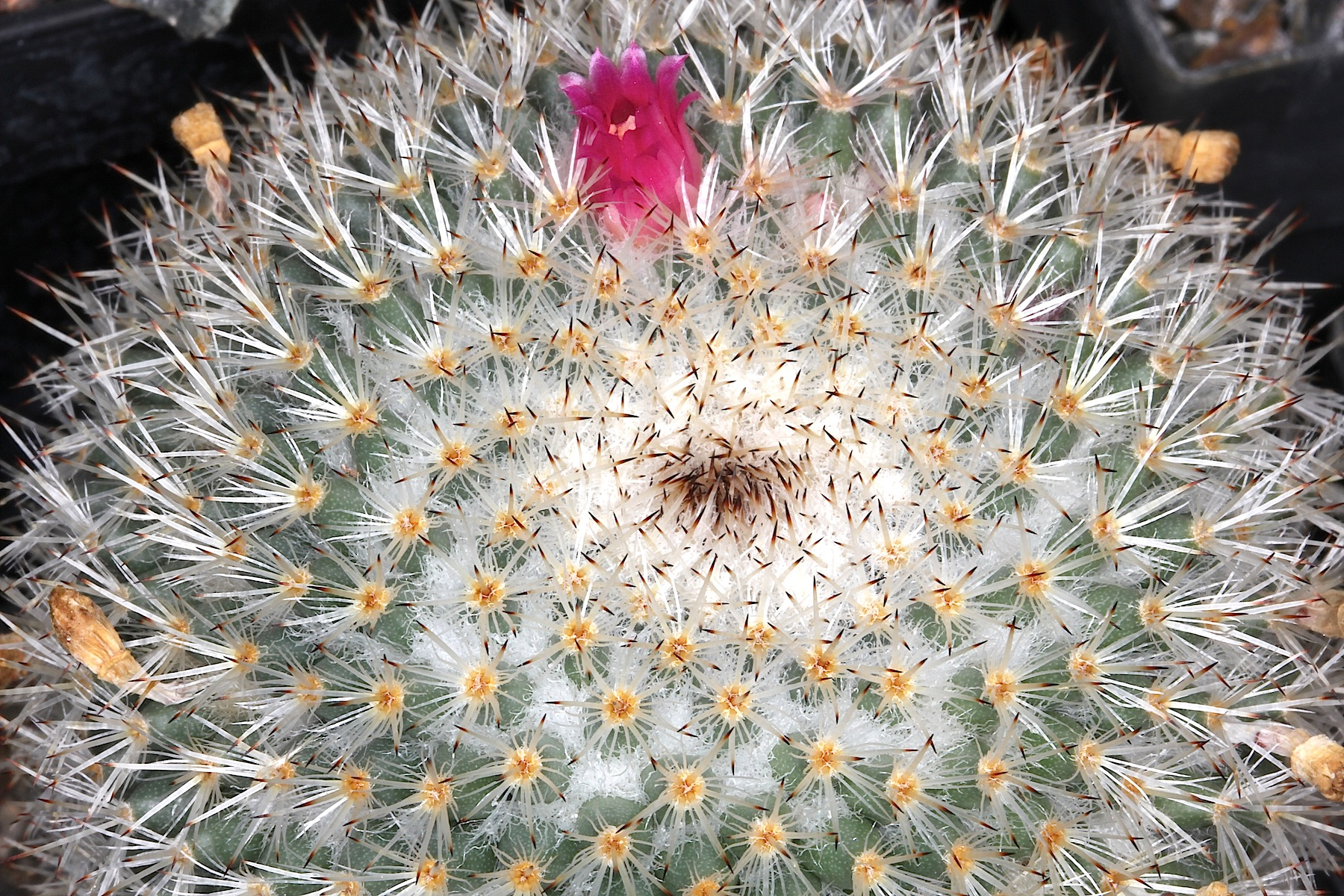
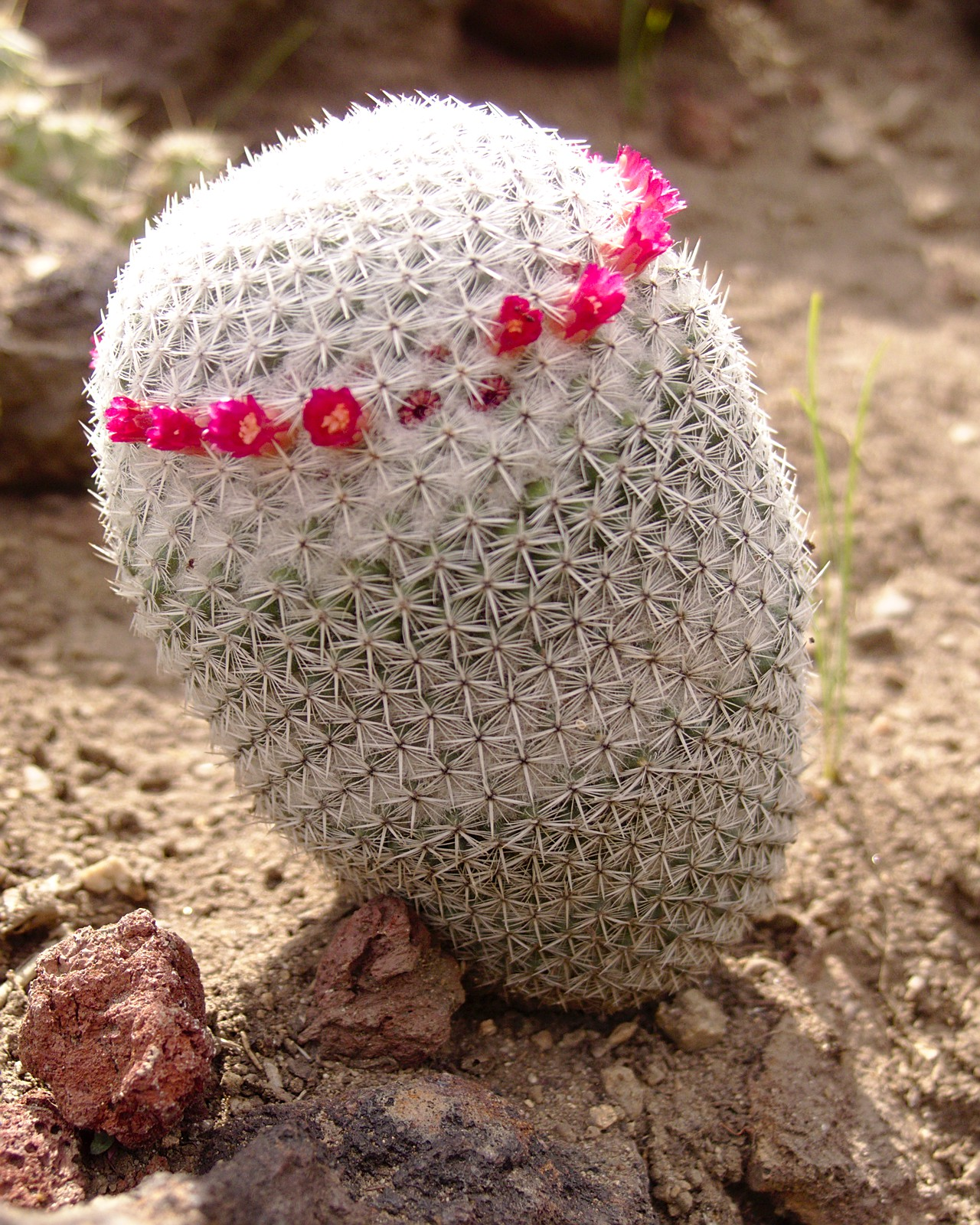